# باول هوفر (لاعب كرة قاعدة)
باول هوفر (بالإنجليزية: Paul Hoover)‏ هو لاعب كرة قاعدة أمريكي، ولد في 14 أبريل 1976 في كولومبوس في الولايات المتحدة.

## وصلات خارجية
- بول هوفر على موقع دوري كرة القاعدة الرئيسي (الإنجليزية)
- بول هوفر على موقعبيزبول رفرنس.كوم (الدوري الرئيسي) (الإنجليزية)
- بول هوفر على موقعبيزبول رفرنس.كوم (الدوري الثانوي) (الإنجليزية)
- بول هوفر على موقع إي إس بي إن.كوم (أم.أل.بي) (الإنجليزية)
- بول هوفر على موقع مشجعي الرسوم البيانية (الإنجليزية)